# Władysław Abramowicz (tancerz)
Władysław Abramowicz (aktywny 1908 – 1923) – polski tancerz i baletmistrz działający z zespołem J. Bieńkowskiego w Kaliszu, w Teatrze Miejskim w Lublinie (1916-1917) i w tamtejszym Teatrze Żołnierskim (1920). W 1923 roku poświadczona jest jego przynależność do lublińskiego oddziału ZASP. Brak informacji o jego dalszych losach.